# Uiloq Slettemark
 (février 2025).
Si vous disposez d'ouvrages ou d'articles de référence ou si vous connaissez des sites web de qualité traitant du thème abordé ici, merci de compléter l'article en donnant les références utiles à sa vérifiabilité et en les liant à la section « Notes et références ».
Uiloq Slettemark est une biathlète et fondeuse groenlandaise d'origine norvégienne, née Helgessen le 6 août 1965 à Varde au Danemark.

## Biographie
Son mari est le biathlète et fondeur Øystein Slettemark et leurs enfants, Ukaleq et Sondre, sont aussi biathlètes. Ils habitent à Nuuk, où ils s'entraînent.
Uiloq Slettemark compte deux participations aux Championnats du monde de ski nordique en 1999 (45e du quinze kilomètres au mieux) et 2001. Elle se concentre ensuite majoritairement sur le biathlon.
Elle commence le biathlon en 1999 et prend part aux compétitions internationales dès 2000 avec le Groenland, y compris la Coupe du monde. Aux Championnats du monde 2003, elle se place notamment 48e du sprint, se qualifiant pour la poursuite. Seulement, à deux reprises, elle obtient de meilleures performances en Coupe du monde, dont une quarantième place à Lahti en 2002-2003.
Dans le biathlon, sa dernière participation en championnat du monde a lieu en 2012.

## Palmarès en biathlon

### Championnats du monde
| 2001 Pokljuka (Slovénie)         | 81e (IN), 81e (SP),          |
| 2003 Khanty-Mansiïsk (Russie)    | 55e (IN), 48e (SP), LAP (PU) |
| 2004 Oberhof (Allemagne)         | 82e (IN), 68e (SP)           |
| 2005 Hochfilzen (Autriche)       | 85e (IN), 72e (SP)           |
| 2007 Antholz-Anterselva (Italie) | 88e (IN), 84e (SP)           |
| 2009 Pyeongchang (Corée du Sud)  | 92e (IN), 88e (SP)           |
| 2012 Ruhpolding (Allemagne)      | 110e (IN), 107e (SP)         |

Légende :
SP = sprint, PU = poursuite et IN= individuel